# 学校法人五島育英会
学校法人五島育英会（がっこうほうじんごとういくえいかい、英語: Gotoh Educational Corporation）は、東京都市大学を中心とする学校を運営する学校法人。創設者は東急の創業者でもある五島慶太であり、東急グループに属する。

## 沿革
- 1929年（昭和4年）9月 - 武蔵高等工科学校設置認可
- 1938年（昭和13年）
  - 4月 - 財団法人武蔵高等工科学校設立許可
  - 12月 - 東横商業女学校設置許可
- 1940年（昭和15年）3月 - 東横商業女学校を東横女子商業学校に昇格認可。財団法人東横学園設立許可
- 1941年（昭和16年）12月 - 財団法人武蔵高等工科学校を財団法人武蔵高等工業学校に改称認可
- 1944年（昭和19年）3月 - 財団法人武蔵高等工業学校を財団法人武蔵工業専門学校に改称認可
- 1947年（昭和22年）4月 - 正和中学校設置認可。等々力中学校設置認可
- 1948年（昭和23年）3月 - 東横学園高等学校設置認可
- 1949年（昭和24年）2月 - 等々力中学校を東横学園中学校に改称認可。武蔵工業大学設置認可。正和小学校設置認可
- 1951年（昭和26年）
  - 2月 - 財団法人武蔵工業専門学校を学校法人武蔵工業学園に組織変更認可
  - 3月 - 武蔵工業学園高等学校設置認可。財団法人東横学園を学校法人東横学園に組織変更認可
- 1953年（昭和28年）12月 - 学校法人武蔵工業学園を学校法人武蔵工業大学に改称認可。武蔵工業学園高等学校を武蔵工業大学付属高等学校に改称認可
- 1955年（昭和30年）
  - 2月 - 学校法人東急自動車学校設置認可
  - 3月 - 学校法人武蔵工業大学に学校法人東横学園を合併し、学校法人五島育英会に改称認可
  - 6月 - 学校法人五島育英会設立。東横学園付属二子幼稚園設置認可
- 1956年（昭和31年）
  - 3月 - 東横学園女子短期大学設置認可。東横学園付属二子幼稚園を東横学園二子幼稚園に改称認可
  - 9月 - 学校法人大倉山学園（1940年設立）を合併、大倉山高等学校・中学校・幼稚園が東横学園大倉山高等学校・中学校・幼稚園となる。学校法人玉川正和行学園（1939年設立）を合併、正和高等学校は東横学園用賀高等学校に、正和中学校は武蔵工業大学付属中学校に、正和小学校は東横学園小学校に、正和幼稚園は東横学園用賀幼稚園となる。信州電波専門学校（各種学校）設置認可
- 1961年（昭和36年）4月 - 武蔵工業大学付属信州工業高等学校設置認可
- 1966年（昭和41年）3月 - 武蔵工業大学大学院設置認可
- 1973年（昭和48年）5月 - 学校法人東急自動車学校との合併認可。東急自動車学校・東急自動車整備学校を傘下に加える
- 1977年（昭和52年）1月 - 東急自動車整備専門学校設置認可
- 1988年（昭和63年）7月 - 東京都渋谷区に五島育英会ビル竣工
- 2001年（平成13年）4月 - 武蔵工業大学付属信州工業高等学校を武蔵工業大学第二高等学校を改称
- 2008年（平成20年）4月 - 東横学園大倉山高等学校を廃止
- 2009年（平成21年）4月 - 武蔵工業大学と東横学園女子短期大学を統合し、東京都市大学（Tokyo City University）と改称。これに併せて付属校等の名称を改称
- 2010年（平成22年）7月 - 東急自動車整備専門学校を廃止。東横学園女子短期大学を廃止。東京都世田谷区鎌田の旧「二子玉川園スポーツセンター」土地・ 建物を取得し、東京都市大学総合グラウンドを開設
- 2013年（平成25年）4月 - 法人名の英文表記を「Goto Ikueikai Education Foundation」から変更。

## 各学校

### 東京都市大学
- 東京都市大学
- 東京都市大学付属中学校・高等学校（男子校）
- 東京都市大学等々力中学校・高等学校（共学校）- 旧：東横学園
- 東京都市大学塩尻高等学校
- 東京都市大学付属小学校
- 東京都市大学二子幼稚園

### 教習所
- 東急自動車学校

## 廃校
- 武蔵工業大学短期大学部
- 東横学園大倉山高等学校
- 武蔵工業大学付属目黒高等無線学校
- 武蔵工業大学付属東急テレビ技術学校
- 東急自動車整備専門学校